# Tréal
Tréal è un comune francese di 681 abitanti situato nel dipartimento del Morbihan, nella regione della Bretagna.

## Storia

### Simboli
Lo stemma comunale riprende il blasone della famiglia Tréal, signori del luogo.

## Società

### Evoluzione demografica
Abitanti censiti